# Splügen
Pour col, voir col du Splügen.
Splügen est une ancienne commune suisse du canton des Grisons, située dans la région de Viamala. Elle est absorbée le 1er janvier 2019 par la commune nouvellement créée de Rheinwald.
Le centre du village est reconnu comme bien culturel suisse d'importance nationale.

## Histoire
Pendant la Seconde Guerre mondiale, le projet de barrage de Rheinwald voit le jour. Ce barrage, long de 700 mètres et haut de 150 mètres, aurait été bâti près du château en ruine de Splügen et aurait résulté dans la destruction des villages de Splügen, Medels im Rheinwald et Nufenen qui auraient été noyés sous le lac de rétention. Le projet s'est heurté à une vive résistance de la population et, le 29 novembre 1946, a été abandonné par le Conseil fédéral après une longue querelle juridique.

## Prix et distinctions
La commune a obtenu le Prix Wakker en 1995. 
Le village est membre depuis 2019 de l'association « Les Plus Beaux Villages de Suisse ».